# Platynota exasperatana
Platynota exasperatana es una especie de polilla del género Platynota, tribu Sparganothini, subfamilia Tortricinae.

## Distribución
Se distribuye por Estados Unidos (Texas, Nueva York).

## Taxonomía
Fue descrita por Zeller en 1875 y publicada en Verhandlungen Zoologisch-Botanischen Gesellschaft in Wien 25: 238.